# Кеалакекуа
Кеалакекуа — посёлок (Статистически обособленная местность) в Округе Гавайи, Гавайи (остров), штат Гавайи, США. На 2010 год население 2019 человек.

## Местоположение

Расположение посёлка на острове Гавайи

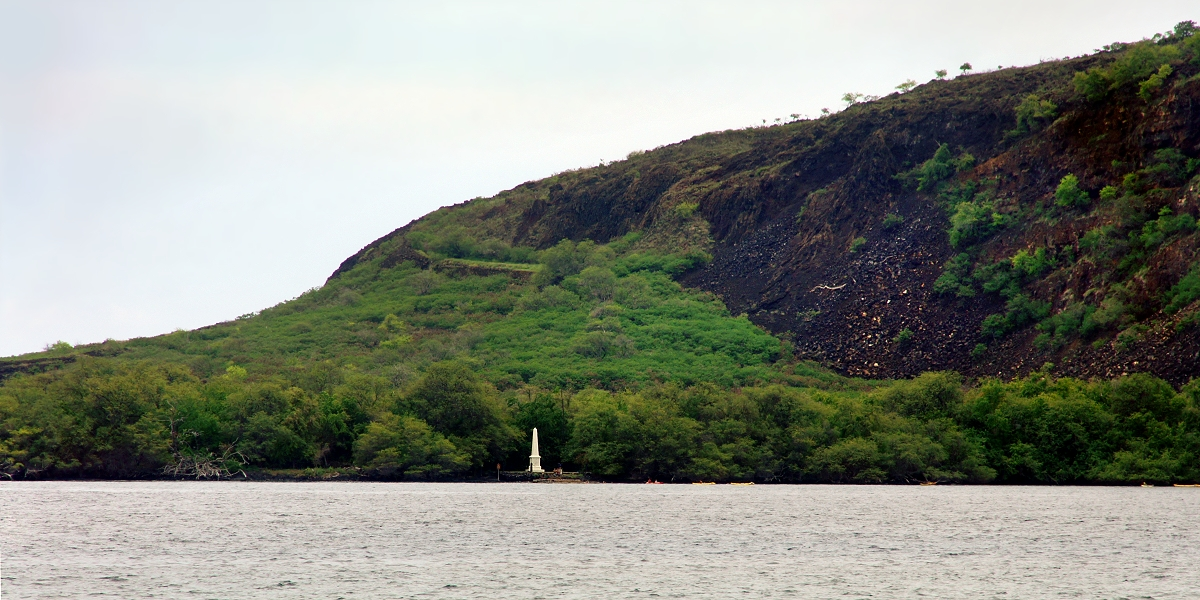
Кеалакекуа (бухта)

Расположен на западном побережье острова Гавайи рядом с заливом Кеалакекуа.
Граничит на севере с Хонало, а на юге с Каптейн-Кук.
Находится рядом с дорогой № 11, в 16 км на юг от Каилуа-Кона.
Общая площадь поселения — 18,7 км².

## Население
На 2000 год — 1645 человек, плотность населения 84 чел на км², 692 дома.
Этнический состав:
- 24,74 % — белых
- 0,73 % — афроамериканцев
- 0,67 % — коренных американцев
- 36,84 % — азиатов
- 7,23 % — гавайцев и полинезийцев
- 2,07 % — других рас
- 27,72 % — смешанные расы
- 9,18 % — латиноамериканцы.

Возраст:
- 22,1 % — до 18 лет
- 7,7 % — 18-24
- 25,3 % — 25-44
- 27,5 % — 45-64
- 17,3 % — старше 65 лет.

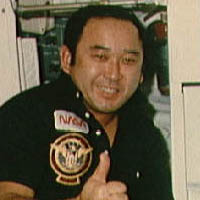
Э. С. Онидзука в космосе, 1985

Средний возраст составлял 42 года. На каждые 100 женщин было 91,5 мужчин.
Средний доход на домашнее хозяйство — 38 026 долларов в год. Доход на душу населения составил 21 495 долларов в год.
В посёлке имеется средняя школа

## Известные жители
- Эллисон Сёдзи Онидзука (1946—1986) — американский астронавт, погибший при взрыве шаттла Челленджер в 1986 году.